# Merosargus elongatus
Merosargus elongatus är en tvåvingeart som beskrevs av James 1971. Merosargus elongatus ingår i släktet Merosargus och familjen vapenflugor. Inga underarter finns listade i Catalogue of Life.